# Santa Maria delle Grazie al Foro Romano
Santa Maria delle Grazie al Foro Romano ou Igreja de Nossa Senhora das Graças no Fórum Romano era uma antiga igreja de Roma, Itália, no rione Campitelli, na via della Consolazione, desconsagrada e atualmente incorporada ao Corpo de Polícia Municipal de Roma. Era dedicada a Nossa Senhora das Graças.

## História
Esta foi a primeira igreja de Roma a ser dedicada a Nossa Senhora das Graças (em italiano:  Santa Maria delle Grazie). A origem desta devoção está num ícone bizantino que, segundo a tradição, o papa Vitaliano teria recebido do imperador bizantino Constante II em 657. Ainda segundo esta tradição, bastante duvidosa, este ícone teria sido pintado em Jerusalém por São Lucas ainda com Maria em vida. O papa construiu uma igreja para abrigá-lo entre São João de Latrão e Santi Quattro Coronati. Em 680, ele ficou famoso depois que todos os que viviam em suas proximidades escaparam de uma epidemia de peste que assolou a cidade.
Em 847, o papa Leão IV ordenou que o ícone fosse levado em procissão para invocar a ajuda de Nossa Senhora contra a ameaça de piratas sarracenos que invadiam a cidade. A ameaça foi subjugada e o ícone recebeu o título de "Nossa Senhora das Graças" em retribuição.
Em 1045, o papa Gregório VI fundou um hospital perto da igreja, que tomou o mesmo nome. Porém, ele não durou muito, pois, em 1084, tanto o hospital quanto a igreja foram incendiados pelos normandos de Roberto Guiscardo. O ícone, encontrado ileso nas ruínas, foi levado para a sacristia de Latrão. O complexo foi reconstruído no ano seguinte no local atual, a poucos metros para o oeste da antiga Basílica Júlia, no Fórum Romano, e o ícone foi cerimonialmente instalado na nova igreja em 1088.
Este novo local costumava ser ocupado por uma igreja chamada Santa Maria in Cannapara, que, na época, estava abandonada. O diminuto edifício foi listado pela primeira vez no século XII, mas acredita-se que tenha sido fundado nos séculos VII ou VIII.
No início do século XIV, uma confraria de irmãos leigos foi formalmente criada para ajudar a gerenciar o hospital. Ela ficou conhecida como "Confraternita di Santa Maria delle Grazie". Através de seus esforços, o hospital foi expandido em 1455 e novamente em 1483, uma obra que revelou muitas estátuas de mármore e outras esculturas, cuja venda ajudou a abater o custo. Nesta época, este tipo de obras já eram cobiçadas e não mais queimadas em fornos de cal como antes. A pequena igreja foi reconstruída durante este processo.
Em 1500, a confraria foi fundida com a de Maria della Consolazione, que operava ao lado, e, com Santa Maria in Portico, que funcionavam em Santa Galla Antiqua. A nova confraria, muito maior, assumiu o nome de Maria della Consolazione e construiu uma grande nova igreja — Santa Maria della Consolazione — além de fundar um novo hospital muito maior.
A antiga igreja foi restaurada com detalhes barrocos no século XVIII e foi mantida como capela devocional na qual o famoso ícone ficava exposto para veneração.

## Fim
Como resultado da consolidação das várias instituições hospitalares da cidade no final do século XIX, o antigo hospital tornou-se redundante e foi vendido para o município de Roma para ser a sede da polícia municipal. O ícone foi transferido para uma capela na nova igreja em 1876 e o antigo edifício foi desconsagrado. 

## Aparência
A igreja não tinha uma identidade arquitetural própria, mas era parte da extremidade nordeste do departamento masculino do hospital. A igreja tinha uma pequena nave quadrada e uma minúscula abside tranversal. A entrada principal era através do hospital e o portal para rua dava para a lateral. 